# 倉治
倉治（くらじ）は、大阪府交野市の地名。現行行政地名は、倉治1丁目から9丁目と大字倉治。

## 地理
交野市の北部に位置する。倉治1–8丁目は北に枚方市、東に東倉治、南に青山・私部、西に幾野と接している。大字倉治は東倉治の東に位置し、北から東にかけて枚方市、南に大字私部・大字寺、西に神宮寺・東倉治と隣接している。

### 河川
- がらと川[7][8]
- 免除川[9]

### 湖沼
- 白旗池（大字倉治）[10]

## 歴史
江戸時代には倉治村と呼ばれた。河内国交野郡に属する。元和5年（1619年）、倉治村は旗本久貝氏が知行し、文久3年（1863年）に幕府領となった後、慶応元年（1865年）、再び旗本久貝氏領となっている。
村の鎮守は機物神社で、同社に対しては元亀3年（1572年）3月、織田信長が石山本願寺攻めにあたり禁制を掲げ、天正10年（1582年）6月9日、明智光秀が山崎の戦いの前に白銀を奉納している。同年7月9日には、羽柴秀吉も禁制を掲げた。
安永年間（1772–1781年）から寛政年間（1789–1801年）にかけて津村淙庵が『譚海』を著しているが、そこには「くらぢと云所に、源氏の滝といふあり」として倉治の名が現れている。
1881年（明治14年）、倉治村は大阪府の所属となり、1889年（明治22年）に交野村の大字倉治となった。

### 地名の由来
『交野市史 民俗編』には以下の3説が記載される。
- 岩や断崖・岩場などを指す「クラ」に由来するという説[12]。倉治は交野山の断層崖の真下に位置するためこの名が付いたとする[12]。
- 蔵が多数あったことに由来するという説[12]。古代の倉治には機織りの技術を持つ渡来人たちが住んでおり、彼らは大いに栄えた[12]。そのため、その富を入れるための蔵が建ち並んでいたとする[12]。
- 『日本書紀』に登場する人物、兄倉下（えくらじ）・弟倉下（おとくらじ）に由来するという説[12]。二人は、神武天皇が兄磯城を諭すため弟磯城を派遣した際に供をした人物だが、この二人が後の倉治に住む豪族で、その名が地名になったとする[12]。

### 沿革
- 1889年（明治22年） - 交野郡交野村の大字となる[13]。
- 1896年（明治29年） - 所属郡が北河内郡に変わる[14]。
- 1939年（昭和14年） - 交野町の大字となる[7]。
- 1971年（昭和46年） - 交野市の大字となる[7]。
- 1974年（昭和49年） - 一部が幾野2-6丁目となる[15]。
- 1975年（昭和50年） - 一部が青山3丁目となる[16]。
- 1976年（昭和51年） - 一部が郡津2丁目となる[17]。
- 1980年（昭和55年） - 一部が倉治1-9丁目、東倉治1-5丁目、神宮司1-2丁目となる（倉治2丁目と神宮寺1-2丁目は私部だった場所を含む）[18]。

## 世帯数と人口
2024年（令和6年）3月31日現在の世帯数と人口は以下の通りである。
| 丁目      | 世帯数    | 人口    |
| --------- | --------- | ------- |
| 大字倉治  | 0世帯     | 0人     |
| 倉治1丁目 | 61世帯    | 127人   |
| 倉治2丁目 | 584世帯   | 1,290人 |
| 倉治3丁目 | 553世帯   | 1,199人 |
| 倉治4丁目 | 207世帯   | 699人   |
| 倉治5丁目 | 409世帯   | 1,073人 |
| 倉治6丁目 | 438世帯   | 1,014人 |
| 倉治7丁目 | 550世帯   | 1,229人 |
| 倉治8丁目 | 289世帯   | 693人   |
| 倉治9丁目 | 10世帯    | 21人    |
| 計        | 3,101世帯 | 7,345人 |

## 学区
市立の小・中学校に通う場合、学区は以下の通りとなる。
| 町丁        | 番・番地等 | 小学校             | 中学校             |
| ----------- | ---------- | ------------------ | ------------------ |
| 倉治1–9丁目 | 全域       | 交野市立倉治小学校 | 交野市立第二中学校 |
| 大字倉治    | 全域       | 交野市立倉治小学校 | 交野市立第二中学校 |

## 施設等
- 交野市立倉治小学校（1丁目）[20]
- 交野市立図書館（倉治図書館、6丁目）[21]
- 交野市立教育文化会館（6丁目）[22] - 歴史民俗資料展示室を設置[22]。国の登録有形文化財（建造物）[23]。
- 交野警察署（1丁目）[24]
- 交野倉治郵便局（2丁目）[25]
- JA北河内 交野支店（2丁目）[26]
- 関西スーパー 倉治店（7丁目）[27]
- 万代 倉治店（7丁目）[28]
- ビッグサン（8丁目）[29][30]
- スギ薬局 倉治店（3丁目）[31]
- 機物神社（1丁目）[32]
- 光明院（6丁目）[33]
- 善通寺（6丁目）[34]
- 交野カントリー倶楽部（大字倉治）[35]
- 交野山森林公園（大字倉治）[36][37]
- 交野いきものふれあいの里（大字倉治）[36][37]

## 交通

### 鉄道
- 7丁目の東端の一部をJR片町線（学研都市線）が通る[6]。最寄駅は同線の津田駅（枚方市津田駅前1丁目）[6][38]。

### バス
- 京阪バス[39]

### 道路
- 大阪府道・奈良県道7号枚方大和郡山線[6]
- 大阪府道・京都府道736号交野久御山線[6]
- 国道1号[6]
- 第二京阪道路[6]